# Tarō Takayanagi
Tarō Takayanagi (jap. 高柳 太郎, Takayanagi Tarō; * 2. Juni 1982 in Sapporo) ist ein ehemaliger japanischer Skispringer.

## Werdegang
Takayanagi gab sein internationales Debüt beim Skisprung-Continental-Cup zur Saison 1999/2000. Mit insgesamt sechs gewonnenen Punkten landete er am Ende der Saison auf dem 127. Platz der Gesamtwertung. Im August 2000 startete er beim Skisprung-Grand-Prix in Hakuba. Mit dem 48. Platz blieb er jedoch hinter den Punkterängen. Zurück im Continental Cup verpasste er in der Saison 2000/01 in allen Springen die Punkteränge und damit einen Platz in der Gesamtwertung.
Nachdem er in der Saison 2001/02 ausschließlich bei den japanischen Springen an den Start ging und erneut ohne Punktgewinn blieb, erhielt er nach Abschluss der Saison keinen Startplatz bei den Sommerspringen. Nachdem er bei FIS-Springen in Tarvis im Januar 2003 gute Leistungen zeigte, bekam er zum Saisonende wieder einen Startplatz im Continental Cup und erreichte in Yamagata als 17. und 23. in beiden Springen die Punkteränge. Damit erreichte er insgesamt 22 Punkte und damit Rang 142 der Gesamtwertung.
Nachdem er im Anschluss daran zwei Jahre pausierte und auch 2005 und 2006 nur erfolglos bei FIS-Springen und im FIS-Cup in Japan startete, kam Takayanagi im Januar 2008 in Sapporo erneut in den B-Kader. Dabei überraschte er mit einem siebenten Platz im zweiten Springen und erhielt damit drei Wochen später die Möglichkeit, erstmals bei einem Springen im Skisprung-Weltcup zu starten. Dabei verpasste er auf gleicher Schanze in Sapporo jedoch deutlich die Punkteränge. Im März startete er nochmals im FIS-Cup und erreichte als beste Einzelplatzierung Rang fünf.
Erst im September 2009 gelang ihm wieder ein Punktegewinn im Continental Cup. In den Springen im Alpensia Jumping Park in Pyeongchang erreichte er die Plätze 19 und 22. Nach einer weiteren längeren Pause konnte Takayanagi im Januar 2011 in Sapporo wieder deutlich unter die besten im Continental Cup springen und erreichte auch erstmals wieder eine Top-10-Platzierung. Bei den beiden folgenden Weltcup-Springen in Sapporo verpasste er die Punkteränge erneut, konnte sich aber im Vergleich zu seinem letzten Auftritt im Weltcup verbessern.
Im Sommer 2011 wechselte Takayanagi erneut zwischen den verschiedenen Serien. Angefangen im Continental Cup, wo er in Kranj und Stams Punkte gewinnen konnte, wechselte er wenige Tage später in den FIS-Cup nach Villach, bei dem er zweimal als Dritter auf dem Podium stand. Ende August 2011 startete er in Hakuba erstmals wieder beim Grand-Prix und gewann als 30. einen Punkte, der ihn nach einem erfolglosen Start in Almaty am Ende den 88. Platz der Grand-Prix-Gesamtwertung einbrachte.
Nachdem er in der Saison 2011/12 nur bei zwei FIS-Springen in Sapporo antrat, startete er im Januar 2013 an gleicher Stelle wieder bei zwei Springen im Continental Cup. Dabei erreichte er insgesamt 10 Punkte, mit denen er am Ende Rang 155 der Gesamtwertung belegte. Beim Grand Prix in Hakuba 2013 nahm Takayanagi letztmalig an einem internationalen Wettbewerb teil.

## Erfolge

### Grand-Prix-Platzierungen
| Saison | Platz | Punkte |
| ------ | ----- | ------ |
| 2011   | 088.  | 02     |

### Continental-Cup-Platzierungen
| Saison  | Platz | Punkte |
| ------- | ----- | ------ |
| 1999/00 | 127.  | 06     |
| 2002/03 | 142.  | 22     |
| 2007/08 | 092.  | 36     |
| 2010/11 | 070.  | 68     |
| 2012/13 | 155.  | 10     |